# Marguerite Caetani
Marguerite Chapin, plus connue sous le nom de Marguerite Caetani (Waterford, 24 juin 1880 – Ninfa, 17 décembre 1963), était une éditrice, journaliste, critique littéraire, collectionneuse d'œuvres d'art et mécène américaine, naturalisée italienne, princesse de Bassiano, duchesse de Sermoneta, fondatrice et directrice des revues littéraires Commerce (en France) et Botteghe Oscure (en Italie).

## Biographie
Marguerite Chapin est née à Waterford dans une famille aisée de Nouvelle-Angleterre. Ses parents Lindley Hoffinan Chapin et Lelia Gilbert meurent prématurément et Marguerite en 1902 se rend à Paris pour étudier le chant avec le ténor Jean de Reszke.
En 1911, Marguerite Chapin épouse le compositeur Roffredo Caetani (1871-1961), prince de Bassiano et dernier duc de Sermoneta. Le couple s'établit à villa Romaine, à Versailles et donne naissance à deux enfants Lelia (1913-1977) et Camillo (1915-1940).
À Paris, les Caetani fréquentent des personnages du monde artistique et littéraire comme Paul Valéry, Saint-John Perse, Valery Larbaud, Léon-Paul Fargue, André Villeboeuf, Adrienne Monnier.
En 1924 Marguerite Caetani fonde la revue littéraire Commerce qui est publiée en trois langues, le français, l'italien et anglais) jusqu'en 1932. Commerce, publie de nombreuses œuvres de jeunes artistes encore inconnus ainsi que des inédits comme dans son premier numéro des passages d'Ulysse de James Joyce).
En 1932 les Caetani retournent définitivement en Italie et s'établissent au château de Sermoneta.
Après la Seconde Guerre mondiale et la mort de leur fils Camillo, le 15 décembre 1940 sur le front albanais, la famille s'établit dans sa résidence romaine, le palais Caetani, via delle Botteghe Oscure, où en 1948 Marguerite Caetani fonde une nouvelle revue littéraire, Botteghe Oscure.
En 1950, Marguerite Caetani écrit une anthologie en anglais sur les écrivains ayant collaboré à la revue : An Anthology of New Italian Writers, imprimée à Rome et distribuée par New Directions). Botteghe Oscure termine ses publications en 1960 à cause de difficultés économiques ; Marguerite Caetani se retire à Ninfa où elle meurt en 1963.